# Audan Börli
Der Audan Börili (kasachisch Бөрлі ауданы Börli audany, russisch Бурлинский район Burlinski rajon) ist ein Bezirk im Oblys Westkasachstan in Kasachstan.

## Bevölkerung
Bei der Volkszählung 1999 hatte der Audan Börili 48.958 Einwohner. Die Volkszählung 2009 ergab für den Bezirk eine Einwohnerzahl von 53.235. Bei der letzten Volkszählung 2021 lebten 58.138 Menschen im Audan Börili. Die Fortschreibung der Bevölkerungszahl ergab zum 1. Januar 2025 eine Einwohnerzahl von 57.453.
| Einwohnerentwicklung               | Einwohnerentwicklung | Einwohnerentwicklung | Einwohnerentwicklung | Einwohnerentwicklung | Einwohnerentwicklung | Einwohnerentwicklung | Einwohnerentwicklung |
| 1939                               | 1959                 | 1970                 | 1979                 | 1989                 | 1999                 | 2009                 | 2021                 |
| ---------------------------------- | -------------------- | -------------------- | -------------------- | -------------------- | -------------------- | -------------------- | -------------------- |
| 13.181                             | 28.538               | 39.667               | 37.933               | 42.054               | 48.958               | 53.235               | 58.138               |
| Anmerkung: Volkszählungsergebnisse |                      |                      |                      |                      |                      |                      |                      |

## Verwaltungsgliederung
Der Audan Börili ist in 14 ländliche Bezirke (kasachisch Ауылдық округ Auyldyq okrug; russisch Сельский округ Selski okrug) gegliedert (Stand: 2021).
| Ländlicher Kreis | Einwohner | Einwohner | Orte                                 |
| Ländlicher Kreis | 2009      | 2021      | Orte                                 |
| ---------------- | --------- | --------- | ------------------------------------ |
| Aqbulaq          | 784       | 776       | Aqbulaq                              |
| Aqsai            | 36.416    | 43.080    | Aqsai, Araltal, Qysyltal             |
| Aqsu             | 635       | 599       | Aqsu, Schangaqonys                   |
| Börli            | 3.280     | 3.726     | Börli, Massaitöbe                    |
| Bumaköl          | 1.158     | 974       | Bumaköl, Oblawka, Utwinka            |
| Dostyq           | 528       | 405       | Dostyq                               |
| Grigorjew        | 1.056     | 1.038     | Baqtyaral, Kengtübek                 |
| Priural          | 1.357     | 1.280     | Priuralnoje                          |
| Pugatschew       | 3.747     | 2.489     | Bessaghasch, Pugatschewo, Sulyssai   |
| Qanai            | 660       | 599       | Däneliköl, Qanai                     |
| Qaraghandy       | 785       | 612       | Qaraghandy                           |
| Qarakudyq        | 356       | 317       | Qarakudyq                            |
| Scharsuat        | 1.590     | 1.392     | Dimitrowo, Scharsuat, Qaraschyghanaq |
| Uspen            | 883       | 851       | Qarakempir, Schangatalap, Uspenka    |